# Seye (cours d'eau)
Pour les articles homonymes, voir Seye.
La Seye est une rivière française qui coule dans les départements du Tarn et de Tarn-et-Garonne. C'est un affluent de l'Aveyron en rive droite, donc un sous-affluent de la Garonne par l'Aveyron puis par le Tarn. 

## Géographie
De 18,6 km de longueur, la Seye prend sa source sur la commune de Parisot et se jette dans l'Aveyron sur la commune de Varen.

## Principaux affluents
- le ruisseau de Canténac 4,6 km
- le ruisseau de Fonpeyrouse 5,5 km

## Départements et communes traversées
- Tarn-et-Garonne : Caylus, Parisot, Ginals, Verfeil, Varen